# Dodes'ka-den
Dodes'ka-den (どですかでん?, Dodesukaden) è un film del 1970 diretto da Akira Kurosawa e basato sul romanzo di Shūgorō Yamamoto La città senza stagioni (Kisetsu no nai machi). Fu presentato alla 32ª Mostra internazionale d'arte cinematografica di Venezia e fu candidato all'Oscar al miglior film straniero. 

## Trama
Lo sfondo è una baraccopoli della fine degli anni '50 della periferia di una metropoli giapponese, e vede come protagonisti diversi personaggi accomunati dall'essere dei disadattati, o comunque reietti o emarginati, intenti nel loro vivere quotidiano o alle prese con sottilissime, o comunque particolarissime, vicende personali
Il film segue le vicende di diversi personaggi:
- Un calzolaio riceve la visita notturna di un ladro. Si sveglia e l'osserva, non fa alcunché per fermarlo. Mentre il ladro sta prendendo la scatola degli attrezzi gli parla e dice "no; i soldi sono in quell'altra parte. Quelli che hai preso sono gli attrezzi: mi servono per lavorare". Il ladro prende i soldi nel luogo indicato e scappa.
- In un episodio successivo, il calzolaio è convocato a testimoniare dallo stesso ladro reo confesso di qualche marachella: vuole aggravare la propria posizione autodenunciando anche il furto dal calzolaio. Il calzolaio lo guarda con una faccia da estraneo totale, e dichiara e ribadisce di non conoscerlo, sicché la polizia reputa pazzo il ladro che intanto assevera di averlo derubato e descrive il fatto.
- Un altro personaggio è il ragazzo che quotidianamente e per parecchie ore al giorno sale su un tram immaginario e lo pilota lungo un tragitto ben preciso e inamovibile come giustappunto il binario. Una volta un tizio si è fermato lungo il tragitto, il ragazzo manovratore scende dal tram immaginario e lo redarguisce per la pericolosità e l'intralcio viabilistico e lo fa spostare. Il ragazzo mima con precisione la salita sul tram, i movimenti delle porte, la manovra delle leve del tram, e i rumori, tra cui quello ritmico delle ruote sui giunti delle rotaie: "do-dès--ka-dèn----do-dès--ka-dèn----...", variabile secondo la velocità.
- Il ragazzo tramviere a un certo momento viene mostrato nel ritorno a casa. Sua madre è seguace del Soka Gakkai e ripete, con lo stesso ritmo del "do-dès--ka-dèn" del figlio, il mantra "daimoku": "nam-myohò--renghe-kyò". Non guida un tram immaginario bensì se ne sta rivolta con serietà devota al gohonzon, l'altare domestico di quella corrente buddistica.

## Riconoscimenti
- Nomination Oscar al miglior film straniero